# Oedignatha scrobiculata
Oedignatha scrobiculata là một loài nhện trong họ Corinnidae.
Loài này thuộc chi Oedignatha. Oedignatha scrobiculata được Tord Tamerlan Teodor Thorell miêu tả năm 1881.